# Fonni
Fonni är en ort och kommun i provinsen Nuoro i regionen Sardinien i sydvästra Italien. Kommunen hade 3 892 invånare (2017).